# Вила-Нова-де-Милфонтеш
Вила-Нова-де-Милфонтеш (порт.  Vila Nova de Milfontes) — фрегезия (район) в Расположен на реке Мира. Территория — 75,88 км². Население — 4258 жителей. Плотность населения — 56,1 чел/км².